# Мар'ян Бучек
Мар'ян Бучек (пол. Marian Buczek; нар. 14 березня 1953, Чесанів, Польща) — католицький прелат, єпископ харківсько-запорізький з 19 березня 2009 року по 12 квітня 2014 рік.

## Життєпис
Закінчив Вищу духовну семінарію в Перемишлі (1979). 16 червня 1979 року висвячений на священника, після чого служив у Львівській архидієцезії.
4 травня 2002 Римський папа Іван Павло II призначив Мар'яна Бучека єпископом-помічником Львівської архидієцезії та титулярним єпископом Фебіани. 20 червня 2002 року відбулися свячення Мар'яна Бучека в єпископа, котрі здійснив львівський архієпископ кардинал Мар'ян Яворський у співслужінні з Апостольським нунцієм в Україні і титулярним архієпископом Сісціі Ніколою Етеровичем і префектом Папського Дому Станіславом Дзівішем.
16 липня 2007 року призначено єпископом-помічником Харківсько-Запорізької дієцезії. 19 березня 2009 Римський папа Бенедикт XVI призначив Мар'яна Бучека єпископом Харківсько-запорізьким.
12 квітня 2014 року подав у відставку.

## Нагороди
- Орден «За заслуги» ІІІ ступеня (2009)[1]